# Nargedia macrocarpa
Nargedia macrocarpa är en måreväxtart som beskrevs av Richard Henry Beddome. Nargedia macrocarpa ingår i släktet Nargedia och familjen måreväxter. Inga underarter finns listade i Catalogue of Life.